# Meiocampa hermsi
Meiocampa hermsi är en urinsektsart som beskrevs av Filippo Silvestri 1933. Meiocampa hermsi ingår i släktet Meiocampa och familjen Campodeidae. Inga underarter finns listade i Catalogue of Life.